# Casa capitão John Morrison
A casa capitão John Morrison  é uma casa histórica na Rua Tradd, 125 em Charleston, Carolina do Sul. O capitão John Morrison (1766-1821)  comprou a propriedade em 1º de maio de 1800, mas ele não apareceu pela primeira vez em um diretório da cidade até 1806. O preço de venda pago pelo capitão Morrison não reflete definitivamente a compra de uma casa preexistente; como resultado, muitas vezes se alegou que a casa foi construída em 1805. Na década de 1840, as praças foram adicionadas à casa.
A casa foi vendida por $ 3.960.000 para um empresário de tecnologia em novembro de 2017.